# 1812
1812 (MDCCCXII) fue un año bisiesto comenzado en miércoles según el calendario gregoriano.

## Acontecimientos

### Enero
- 1 de enero: entra en vigor en el Imperio Austríaco de habla alemana el código civil.
- 9 de enero: la ciudad de Valencia (España) capitula ante las fuerzas del francés Suchet, tras cuatro días de bombardeo.
- 12 de enero: en el departamento de Potosí (en el suroeste del Alto Perú, la actual Bolivia) ―al final de la primera expedición auxiliadora al Alto Perú―ejército realista en América vencen a los rioplatenses en la batalla de la Quebrada del Nazareno.
- 23 de enero: En Nueva Madrid (Misuri) se registra un segundo terremoto de 7,3.

### Febrero
- 7 de febrero: Se registra un tercer terremoto de 7,5 en Nueva Madrid (Misuri) que destruye la ciudad. Se cambian varios cursos del cauce del río Misisipi.
- 13 de febrero: en Chile sale a la luz el primer número del periódico La Aurora de Chile, creado durante el gobierno de José Miguel Carrera, con la expresa intención de promover las ideas emancipadoras. Su director fue fray Camilo Henríquez, teniendo como sus colaboradores a Manuel de Salas, Juan Egaña, José Miguel Infante y Manuel José Gandarillas.
- 15 de febrero: en el marco del Estado de Quito, se emite la primera constitución del actual territorio ecuatoriano.
- 27 de febrero: en la aldea de Rosario (a 300 km al noroeste de Buenos Aires), el general Manuel Belgrano crea la que daría origen a la actual bandera argentina para motivar a sus tropas durante la gesta por la independencia de las Provincias Unidas del Río de la Plata.

### Marzo
- 16 de marzo: Luis José de Chorroarín inaugura la primera biblioteca pública de Buenos Aires, en la actual Argentina.[1]
- 16 de marzo al 6 de abril: en España, el ejército angloportugués asedia a los franceses en la Batalla de Badajoz.
- 19 de marzo: en Cádiz se promulga la Constitución española de 1812
- 21 de marzo: en Grado del Pico la caballería francesa apresa a cuatro miembros de la Junta Superior de la Provincia de Burgos.
- 26 de marzo: en Venezuela, un terremoto de 7,7 destruye la ciudad de Caracas y mata a unas 20.000 personas.
- 26 de marzo: Napoleón Bonaparte anexiona Andorra al primer imperio francés.

### Abril
- 2 de abril: en la ciudad de Soria las autoridades francesas ejecutan a cuatro miembros de la Junta Superior de la Provincia de Burgos.

### Mayo
- 2 de mayo: rompimiento Sitio de Cuautla; en dicha población mexicana, durante la Independencia de México, el ejército Insurgentes al mando de Morelos huye de Cuautla dejándola en manos españolas, finalizando la acción de su campaña en la región de Tierra Caliente por los actuales Michoacán, Guerrero y Morelos, reorganizando y fortaleciendo los planes militares insurgentes dentro de la campaña de Independencia.
- 27 de mayo: en el cerro San Sebastián, cerca de la ciudad de Cochabamba (Bolivia) ―en el marco de las Guerras de la independencia sudamericana―, el ejército realista al mando del general peruano José Manuel de Goyeneche (1776-1846) asesina a las mujeres de la ciudad (Heroínas de la Coronilla).
- 28 de mayo: en Escamela, localidad de Ixtaczoquitlán (México), José María Morelos y Pavón vence a los Ejércitos Realistas en América en la batalla de Escamela.

### Junio
- 18 de junio: Estados Unidos declara la guerra al Reino Unido.
- 23 de junio: Napoleón inicia la invasión de Rusia al mando de un ejército de 600 000 soldados.

### Julio
- 22 de julio: en Salamanca —en el marco de la Guerra de la Independencia Española—, los españoles vencen a los invasores franceses en la Batalla de los Arapiles.
- 25 de julio: en la ciudad de San Mateo, Francisco de Miranda firma la capitulación del ejército patriota marcando el final de la Primera República de Venezuela.

### Agosto
- 18 de agosto: Gran Bretaña invade territorio estadounidense. Un comando llega hasta la capital, y el presidente James Madison escapa de la Casa Blanca. Esta es la primera vez en la historia que Estados Unidos es invadido.
- 23 de agosto: en el norte de la Argentina se inicia el Éxodo Jujeño, que facilitó la defensa contra la invasión realista española.

### Septiembre
- 3 de septiembre: Combate de las Piedras, sostenido victoriosamente entre las fuerzas revolucionarias de la Argentina contra la vanguardia del ejército realista durante la retirada de los patriotas de Jujuy y Tucumán.
- 7 de septiembre: Napoleón —en el marco de las Guerras Napoleónicas— vence a las fuerzas rusas en la batalla de Borodino.
- 14-18 de septiembre: se produce el incendio de Moscú de 1812, que destruyó tres cuartas partes de la ciudad.
- 24 de septiembre: en la Batalla de Tucumán, las fuerzas argentinas derrotan a la más profunda invasión española a su territorio, obligándola a replegarse.

### Octubre
- 8 de octubre: en Buenos Aires se disuelve el Primer Triunvirato de las Provincias Unidas del Río de la Plata, y es reemplazado por el Segundo Triunvirato.
- 20 de octubre: se inicia el Sitio de Montevideo, que culminará dos años más tarde con su pérdida definitiva para España.

### Noviembre
- 2 de noviembre: en Colombia, Simón Bolívar publica el Manifiesto de Cartagena, primer documento político del libertador donde analiza el proyecto emancipador de Venezuela y Colombia.
- 12 de noviembre: en Colombia, ocurre la Batalla de Mancomojan a favor del ejército independentista del Estado Libre de Cartagena.
- 12 de noviembre: en Buenos Aires, Argentina. Contrajo matrimonio con José de San Martín.
- 7 de noviembre: Elecciones presidenciales de Estados Unidos de 1812. Después de una reñida campaña electoral, el presidente James Madison consigue ser reelegido.

### Diciembre
- 1 de diciembre: el Estado de Quito (actual Ecuador) libra la batalla de Ibarra, en la que cae frente al ejército español que retoma el control del territorio, poniendo fin a la independencia quiteña que había durado casi un año.
- 8 de diciembre: Un terremoto de 7,5 deja un saldo de 40 fallecidos en California.
- 21 de diciembre: en el condado de Ventura (California), se registra un terremoto de 7,1 que deja un fallecido y provoca un tsunami.
- 31 de diciembre: en la Batalla de Cerrito, las tropas españolas sitiadas en Montevideo son derrotadas y obligadas a permanecer indefinidamente a la defensiva.

## Música
- Beethoven compone su Octava sinfonía.

## Ciencia y tecnología
- Georges Cuvier describe por primera vez el calderón gris (Grampus griseus).

## Nacimientos

### Febrero
- 7 de febrero: Charles Dickens, escritor británico, autor de Oliver Twist (f. 1870).

### Marzo
- 16 de marzo: Antonio de los Ríos Rosas, político español (f. 1873).

### Abril
- 27 de abril: Friedrich von Flotow, compositor alemán (f. 1883).

### Mayo
- 7 de mayo: Robert Browning, poeta y dramaturgo británico (f. 1889).
- 17 de mayo: Ignacy Gurowski, aristócrata polaco (f. 1887).
- 25 de mayo: Filippo Pacini, médico italiano (f. 1883).

### Junio
- 7 de junio: Antonio Bachiller y Morales, historiador, profesor y bibliógrafo cubano (f. 1889).
- 18 de junio: Iván Goncharov, novelista ruso (f. 1891).
- 21 de junio: Moses Hess, filósofo alemán, inspirador del sionismo (f. 1875).

### Julio
- 5 de julio: Antonio García Gutiérrez, dramaturgo y escritor romántico español (f. 1884).

### Octubre
- 28 de octubre: Cirilo Villaverde, escritor cubano (f. 1894).

### Diciembre
- 25 de diciembre: Manuel Ancízar, escritor, político, profesor y periodista colombiano (f. 1882).

## Fallecimientos

### Abril
- 20 de abril: George Clinton, vicepresidente estadounidense (n. 1739).

### Julio
- 10 de julio: Carl Ludwig Willdenow, botánico alemán (n. 1765).

### Diciembre
- 31 de diciembre: Luciano Francisco Comella, dramaturgo y periodista catalán (n. 1751).